# Room on the 3rd Floor
Room on the 3rd Floor — дебютный альбом английской рок-группы McFly, вышедший в 2004 году. Дебютировавший в национальном британском чарте под № 1, побив мировой рекорд самой молодой группы, попавшей на первую строчку хит-парада, ранее принадлежащий The Beatles. За первую неделю было продано более 61 500 экземпляров альбома. В Великобритании альбом признан дважды платиновым за продажи более 800 000 экземпляров.

## Об альбоме
Основными авторами альбома являются Том Флетчер и Денни Джонс, альбом также содержит работу Джеймса Борна из Busted.
Трек «Get Over You» скрыт и не виден в трек-листе, его можно прослушать в результате перемотки «5 Colours in Her Hair» с самого начала. Трек не всегда доступен во время прослушивания музыки на компьютере.
Песни «5 Colours in Her Hair», «Obviously» «That Girl» и «Room on the 3rd Floor» были выпущены как синглы.
В интернациональную версию не вошли «Broccoli» и «Surfer Babe». Также на интернациональной версии альбома, название группы — «McFly» написано красным цветом, а в версии для Британии — жёлтым.

## Премии
Room on the 3rd Floor на «Smash Hits Awards» завоевал награду «Лучший альбом 2004 года».

## Список композиций
1. «5 Colours in Her Hair» — 2:58  (Том Флетчер, Денни Джонс, Джеймс Борн)
2. «Obviously» — 3:18  (Том Флетчер, Денни Джонс, Джеймс Борн)
3. «Room on the 3rd Floor» — 3:16  (Том Флетчер, Денни Джонс)
4. «That Girl» — 3:17  (Том Флетчер, Джеймс Борн)
5. «Hypnotised» — 3:02  (Том Флетчер, Денни Джонс, Дуги Пойнтер, Гарри Джад)
6. «Saturday Night» — 2:47  (Том Флетчер, Денни Джонс, Дуги Пойнтер, Гарри Джад)
7. «Met This Girl» — 2:46  (Том Флетчер, Денни Джонс, Дуги Пойнтер, Гарри Джад)
8. «She Left Me» — 3:25  (Том Флетчер, Джеймс Борн)
9. «Down by the Lake» — 2:37  (Том Флетчер, Джеймс Борн)
10. «Unsaid Things» — 3:25  (Том Флетчер, Денни Джонс, Дуги Пойнтер, Гарри Джад, Джеймс Борн)
11. «Surfer Babe» — 2:33  (Том Флетчер, Джеймс Борн)
12. «Not Alone» — 4:18  (Денни Джонс)
13. «Broccoli» — 3:31  (Том Флетчер, Денни Джонс, Джеймс Борн)
14. «Get Over You» (Скрытый трек) —  (Том Флетчер, Денни Джонс, Дуги Пойнтер, Гарри Джад)
15. «5 Colours in Her Hair» (Video) — 2:58 (Бонус-трек для Японии)
16. «Obviously» (Video) — 3:18 (Бонус-трек для Японии)

## История релиза
| Регион         | Дата        | Лейбл                  | Формат                  |
| -------------- | ----------- | ---------------------- | ----------------------- |
| Великобритания | 5 июля 2004 | Universal Music        | CD, Цифровое скачивание |
| Ирландия       | 5 июля 2004 | Universal Music        | CD, Цифровое скачивание |
| Бразилия       | 10 мая 2007 | Universal Music Brazil | Цифровое скачивание     |

## Позиции в чартах
| Чарт (2004)           | Наивысшая позиция |
| --------------------- | ----------------- |
| UK Albums Chart       | 1                 |
| UK Top 10 Albums 2008 | 29                |
| Irish Album Chart     | 19                |